# Carex pterocaulos
Carex pterocaulos är en halvgräsart som beskrevs av Ernest Nelmes. Carex pterocaulos ingår i släktet starrar, och familjen halvgräs. Inga underarter finns listade i Catalogue of Life.